# 철도의 날
철도의 날은 철도가 주요 교통수단으로서 차지하는 비중을 깨닫고, 철도종사원들의 노고를 위로하기 위하여 지정한 대한민국의 기념일이다. 날짜는 6월 28일이다.
한국 최초의 철도국 창설일(1894년 음력 6월 28일)을 기념하는 데에서 유래되었다. 과거에는 한국 최초의 철도인 경인선(제물포역-노량진역 간 33km)이 개통된 1899년 9월 18일이었다. 그러나 이는 일제의 잔재라는 이유로 2018년 5월 8일 국무회의를 통해 6월 28일로 바뀌었다. 철도의 날은 법정기념일로 철도의 역사와 발전 방향을 모색하고 철도 종사자의 노고를 기리기 위해 제정되었다. 1964년 11월 26일 대통령령인 「철도의 날에 관한 규정」에 의해 지정되었다가 규정의 폐지로 1973년 3월 30일 「각종 기념일 등에 관한 규정」에 등록되어 지금에 이르고 있다.
이 날은 모든 전·현직 철도종사원들의 노고를 치하하고 철도에 몸바친 순직자들의 영령을 추모하며, 유족들을 위로하는 각종 행사를 벌이기도 한다.

## 대한민국 외의 유사한 기념일
- 중화민국에서는 6월 9일을 '철로절'로 지정하여 증기기관차 운행이나 차량기지 등을 일반에 공개한다.
- 일본에서는 1872년 10월 14일에 신바시 역(지금은 폐지)과 요코하마 역(지금의 네기시 역)을 이은 일본 최초의 철도(지금의 도카이도 본선의 일부)가 개업했고, 1921년 10월 14일 철도개업 50주년을 기념해 도쿄역 마루노우치 북구에 철도박물관(초대)가 개관한 것을 기념해 이듬해인 1922년 철도성이 '철도기념일'이라는 이름으로 제정했다. 1949년에는 '일본국유철도 기념일'이 되어 민영화 후에도 JR 그룹 내의 기념일이 되었다. 하지만 1994년에 운수성(지금의 국토교통성)이 '철도기념일인 그대로는 JR그룹의 색깔이 짙다'라는 이유로 '철도의 날'로 개칭해 JR 그룹을 필두로 한 모든 철도사업자들의 기념일이 되었다.

## 같이 보기
- 대한민국의 기념일